# Speedball (drog)
Speedball är slanguttryck för en drog bestående av kokain och heroin i en potentiellt dödlig blandning. Kokainet höjer pulsen, medan heroinet sänker den. Eftersom kokainets effekt avtar snabbare än heroinets, så kan en person som tar blandningen råka ut för en fördröjd överdos, där heroinet verkar med full kraft.
Speedball sägs ha bidragit till flera kända personers dödsfall, däribland Hillel Slovak, John Belushi, Lenny Bruce, Brent Mydland, Chris Farley, Mitch Hedberg, River Phoenix och Layne Staley som alla dött av en överdos. Dave Gahan var mycket nära döden (Hjärtat stannade i 2 minuter), men sjukvårdarna lyckades få liv i honom. 